# Bechen (Altes Ägypten)
Bechen ist die altägyptische Bezeichnung für eine präkambrische Grauwacke, die eine feinkörnige, raue Struktur hat und nur im Wadi Hammamat vorkommt.
Das Gestein ist dunkelgrau, wenn es frisch herausgeschnitten wird, verfärbt sich jedoch durch Verwitterung rötlich.
Im Wadi Hammamat existieren über vierhundert hieroglyphische und hieratische Felsinschriften, die den Abbau von Bechen vom Alten Reich bis in griechisch-römische Zeit dokumentieren. Das Gestein wurde überwiegend für Statuen, Sarkophage und pharaonische Bauprojekte verwendet.